# Jüri Pootsmann
Jüri Pootsmann (Raikküla, 1994. július 1. –) észt énekes, a 2015-ös Eesti otsib superstaari című tehetségkutató győztese. Ő képviselte Észtországot a 2016-os Eurovíziós Dalfesztiválon, Stockholmban. Az elődöntőben 24 pontot gyűjtött, így a 18. helyezést érte el, így nem sikerült bejutnia a döntőbe.

## Zenei karrier
2015-ben részt vett a TV3 televíziócsatorna Eesti otsib superstaari című énekes-tehetségkutató verseny hatodik évadjában, amit végül megnyert.
2016-ban az énekest beválogatták az Eesti Laul című észtországi eurovíziós dalválasztó műsorba Play című dalával. A döntőben a zsűri és a közönség is első helyre szavazta, így megnyerte a nemzeti válogatót és ő képviselhette Észtországot a 61. Eurovíziós Dalfesztiválon, Svédország fővárosában, Stockholmban. A dalfesztiválon 2016. május 10-én, az első elődöntőben lépett színpadra, de nem sikerült továbbjutnia a döntőbe.
2020. november 11-én az ETV bejelentette, Magus melanhoolia című dalával bekerült a 2021-es Eesti Laul mezőnyébe.

## Diszkográfia

### Stúdióalbumok
- Jüri Pootsmann (2015)
- Täna (2017)

### Kislemezek
- Torn (2015)
- Aga Siis (2015)
- Play (2015)
- Nii Või Naa (2016)
- Ootan Und (2016)
- Silmades (2017)
- Vihmapiisad Päikest Täis (2018)
- Üksinda Koos (2019)
- Magus melanhoolia (2020)

### Közreműködések
- I Remember U (2016, Cartoon)
- Jagatud saladus (2018, Elina Born)